# José Ramón Cruz Mundet
José Ramón Cruz Mundet (n. 1960), VIII marqués de Murillo, es un historiador catedrático y noble español.

## Actividad académica
José Ramón Cruz Mundet es licenciado en Historia por la Universidad de Deusto (Bilbao), doctor en Historia Moderna por la Universidad Autónoma de Madrid, profesor titular de Archivística de la Universidad Carlos III de Madrid además de catedrático de esta misma. Así mismo, dirige desde su creación hasta 2001 el Doctorado de Documentación. Desde su primera edición (2000/01) es director del máster en Archivística de dicha Universidad. Fue subdirector general de Archivos, dependiente del Ministerio de Cultura de España de 2005 a 2008.
Es miembro del Comité Ejecutivo de la sección de Archivos y Educación y Formación Archivística del Consejo Internacional de Archivos. y autor y coautor de 25 monografías relacionadas con la Historia, la archivística y cerca de cien artículos en revistas españolas y extranjeras. 
Entre sus contribuciones destacan: 
- ¡Archívese! Los documentos del poder. El poder de los documentos (1999)
- La aventura de la información: de los Manuscritos del Mar Muerto al Impero Gates (2004) y el Manual de Archivística.[3]
- Diccionario de Archivística (con equivalencias en inglés, francés, alemán, portugués, catalán, euskera y gallego) de 2011 es considerado "imprescindible" en el ámbito archivístico por su carácter científico, su interdisciplinariedad y exhaustividad.[5]